# Karyamulya (Kesambi)
Karyamulya is een bestuurslaag in het regentschap Kota Cirebon van de provincie West-Java, Indonesië. Karyamulya telt 23.825 inwoners (volkstelling 2010).